# Робисон, Джон
Ро́бисон, Джон (англ. John Robison, 4 февраля 1739, Стирлингшир, Шотландия — 30 января 1805, Эдинбург, Шотландия) — шотландский учёный (химик и физик), изобретатель, профессор Эдинбургского университета, первый генеральный секретарь Королевского общества Эдинбурга (занимал этот пост в течение двадцати лет).

## Биография
Окончил Университет Глазго в 1756 году. Участвовал в испытаниях морского хронометра Джона Гаррисона в плавании на Ямайку. В 1766 году стал профессором химии Университета Глазго.
В 1770 году в качестве секретаря адмирала Чарльза Ноулза прибыл в 1770 году в Санкт-Петербург и до 1773 года жил в России, преподавал математику кадетам Морского кадетского корпуса в Кронштадте.
С 1773 года — профессор натурфилософии Эдинбургского университета. С 1800 года — иностранный почётный член Петербургской Академии наук. С 1783 года — генеральный секретарь Королевского общества Эдинбурга, созданного в этом году.
Был автором известного конспирологического труда «Доказательства тайного заговора против всех религий и правительств Европы» (1797), направленного против масонов.

## Научные заслуги
Изобрёл сирену. Утверждал, что в 1769 обнаружил, что шары с одинаковым электрическим зарядом отталкиваются с силой, обратно пропорциональной квадрату расстояния между ними, и таким образом предвосхитил открытие закона Кулона (1785).
Также работал с Джеймсом Уаттом над созданием парового автомобиля, но безрезультатно.